# Венеславівка
Венесла́вівка — село в Україні, Миргородському районі Полтавської області. Населення становить 295 осіб. Входить до складу Петрівсько-Роменської сільської громади.
Після ліквідації Гадяцького району у липні 2020 року увійшло до Миргородського району.

## Географія
Село розташоване за 3 км від правого берегу річки Хорол. Селом протікає річка Татарина. На відстані 1.5 км розташовані села Новоселівка, Середняки та Петрівка-Роменська.
Поруч пролягає автомобільний шлях Т 1705 та залізниця, за 2 км станція Венеславівка.

## Історія
1745 — дата заснування.
Село постраждало внаслідок геноциду українського народу, проведеного окупаційним урядом СРСР 1923—1933 та 1946–1947 роках.

### Походження назви
До наших днів збереглася народна легенда, що оповідає про походження назви цього села. Біля села проходив чумацький шлях. Місцева дівчинка винесла вовченя й подарувала одному з чумаків. І з того часу поселення, з якого вона винесла вовченя, отримало назву Винеславовка, що пізніше перетворилась на Венеславівку.

## Населення

### Мова
Розподіл населення за рідною мовою за даними перепису 2001 року:
| Мова       | Кількість | Відсоток |
| ---------- | --------- | -------- |
| українська | 289       | 97.97%   |
| російська  | 4         | 1.35%    |
| румунська  | 2         | 0.68%    |
| Усього     | 295       | 100%     |